# La Dame de pique (film, 2016)
Pour les articles homonymes, voir La Dame de pique (homonymie).
Pour plus de détails, voir Fiche technique et Distribution.
La Dame de pique (Дама Пик, Dama Pik) est un film russe réalisé par Pavel Lounguine, sorti en 2016.

## Synopsis
Des chanteurs d'opéra préparent une représentation de l'opéra La Dame de pique de Tchaïkovski.

## Fiche technique
- Titre original : Дама Пик, Dama Pik
- Titre français : La Dame de pique
- Réalisation : Pavel Lounguine
- Scénario : Pavel Lounguine et Aleksandr Lounguine
- Costumes : Ekaterina Dyminskaïa et Evgenia Panfilova
- Photographie : Levan Kapanadze et Grigori Yablochnikov
- Montage : Karolina Maciejewska
- Pays d'origine : Russie
- Format : Couleurs - 35 mm - 2,35:1 - Dolby Digital
- Genre : thriller
- Durée : 120 minutes
- Date de sortie :
  -  Russie : 17 novembre 2016

## Distribution
- Ksenia Rappoport : Sofia
- Ivan Yankovski : Andreï
- Maria Kourdenevitch : Lisa
- Natalia Kolyakanova : Elvira
- Vladimir Simonov : Golovine
- Dmitri Koulitchkov : Alexeï
- Igor Mirkourbanov : Oleg
- Daniil Soldatov : chanteur d'opéra
- Konstantin Ignatiev : le joueur
- Roman Kolotukhine : le soldat
- David Roinishvili : David Georgievich
- Aleksei Kolgan : Stepan
- Nikolaï Zazoulia : le patron
- Arkadi Parsegov : garçon près du lac
- Dima Tchernov : Andreï enfant
- Pavel Zaporojets : le croupier

## Distinctions

### Récompenses
- 15e cérémonie des Aigles d'or : meilleur acteur pour Ivan Yankovskiy, meilleur maquillage.